# Faroald II
Faroald II (również Faruald) – książę Spoleto od 703 jako następca swego ojca Trazymunda I.
Faroald zaatakował i zdobył Classis port Rawenny, ale król Liutprand nakazał go zwrócić.
W 724 syn Faroalda Trazymund II zbuntował się przeciw ojcu i wysłał go do klasztoru.